# Stenia electralis
Stenia electralis là một loài bướm đêm trong họ Crambidae.